# Rio Apa Mare (Uz)
O Rio Apa Mare é um rio da Romênia afluente do rio Bărzăuţa, localizado no distrito de Harghita.